# Lekhgau (Bajhang)
Lekhgau (nep. लेकगाँउ) – gaun wikas samiti w zachodniej części Nepalu w strefie Seti w dystrykcie Bajhang. Według nepalskiego spisu powszechnego z 2011 roku liczył on 955 gospodarstw domowych i 4783 mieszkańców (2504 kobiet i 2279 mężczyzn).